# Huaca Prieta
Koordinaten: 7° 55′ 26,4″ S, 79° 18′ 25,2″ W

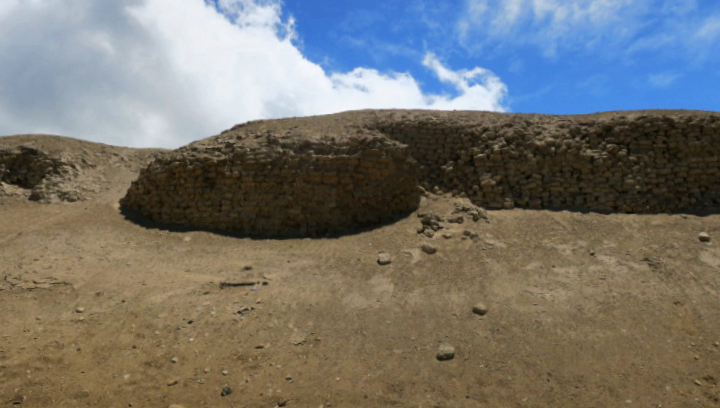
Huaca Prieta

Huaca Prieta de Chicama ist ein spät-präkeramischer Køkkenmødding (spanisch Concheiro – Muschelhaufen) auf einer Halbinsel oberhalb des Meeres im Tal von Chicama in Peru.
Der Hügel hat 15 m Höhe und eine Ausdehnung von 122 × 46 m. Die zugehörige Siedlung wurde in den 1940er Jahren ausgegraben. Sie geht auf das Jahr 2125 v. Chr. zurück und war bis zur so genannten Initialperiode durchgehend besiedelt. Es handelt sich um einen Platz mit zur Hälfte in den Boden eingetieften Häusern, deren Wände mit Flusskieseln verkleidet sind.

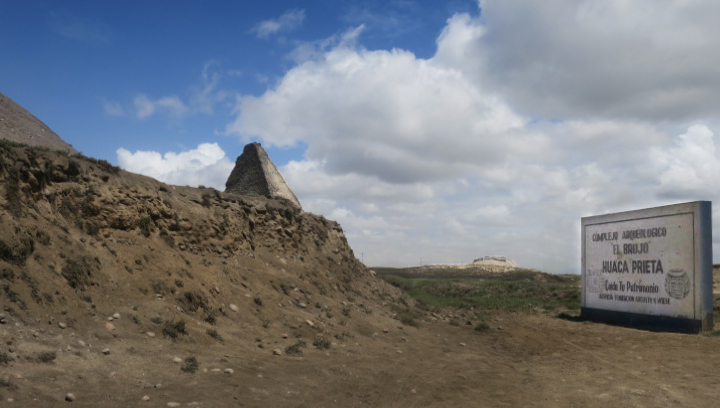
Huaca Prieta

Zu den Funden gehören Reste von Kulturpflanzen aus der Vorinkazeit, wie der Moschus-Kürbis (Cucurbita moschata) und das Capsicum baccatum, eine Pflanze aus der Familie der Nachtschattengewächse, die den Paprika bzw. Chilis zuzuordnen ist. Außerdem fanden sich Holz, Knochen, Körbe, Muscheln, Steinwerkzeuge sowie gedrehte und geknüpfte, in späteren Schichten auch gewebte Textilien. Frühe Kunstzeugnisse sind in den verzierten Kürbisflaschen und in den Textilmustern zu erkennen. Konventionell gestaltete Fisch-, Mensch-, Schlangen-, Tier- und Vogelmotive sowie rein geometrische Formen bilden das Repertoire.
Neue Grabungsfunde unter und um den Hügel belegen sehr alte Spuren menschlicher Aktivität, die ältesten davon sind etwa 15.000 Jahre alt.